# Deberny & Peignot

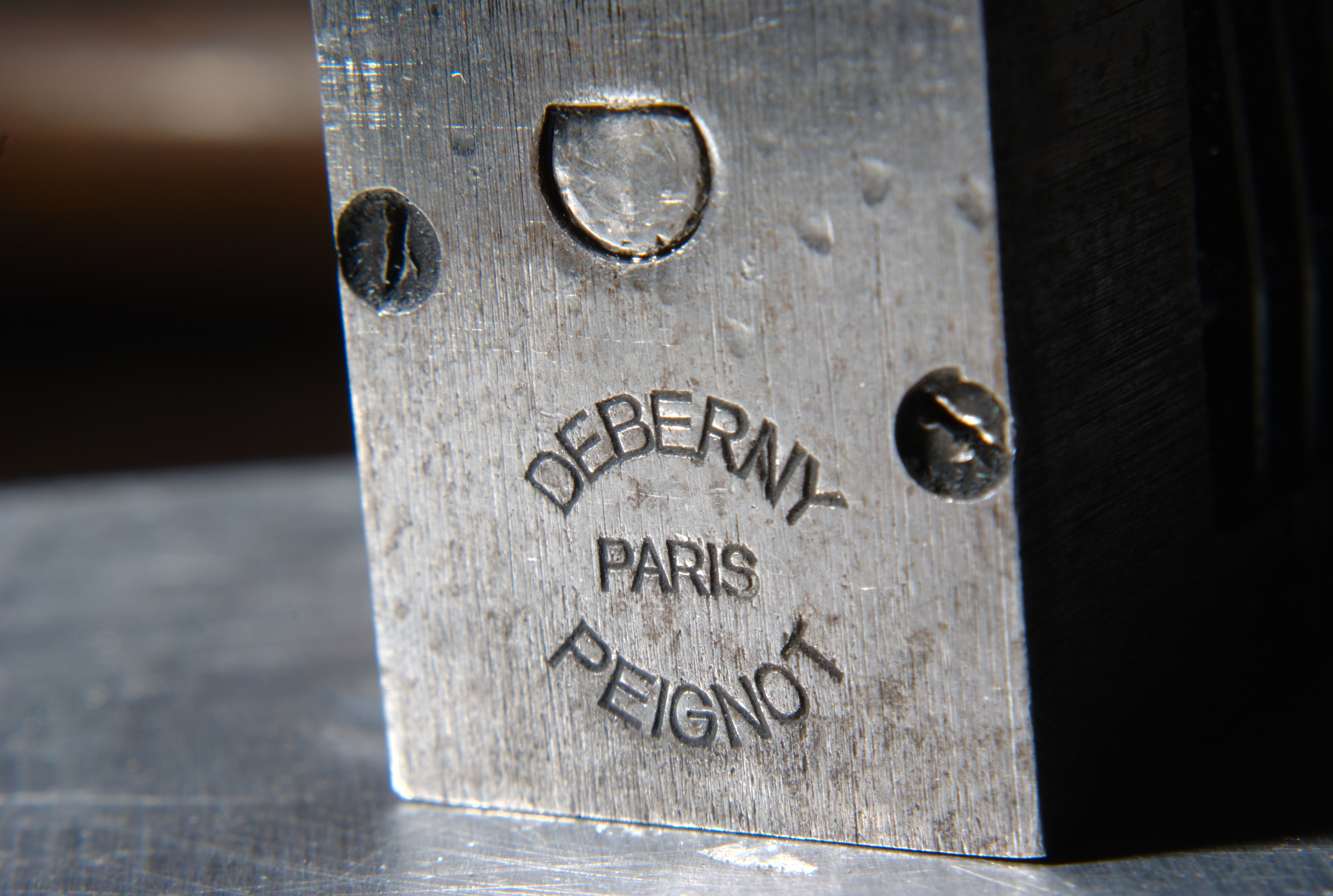
Compteur Deberny

Cassandre Peignot

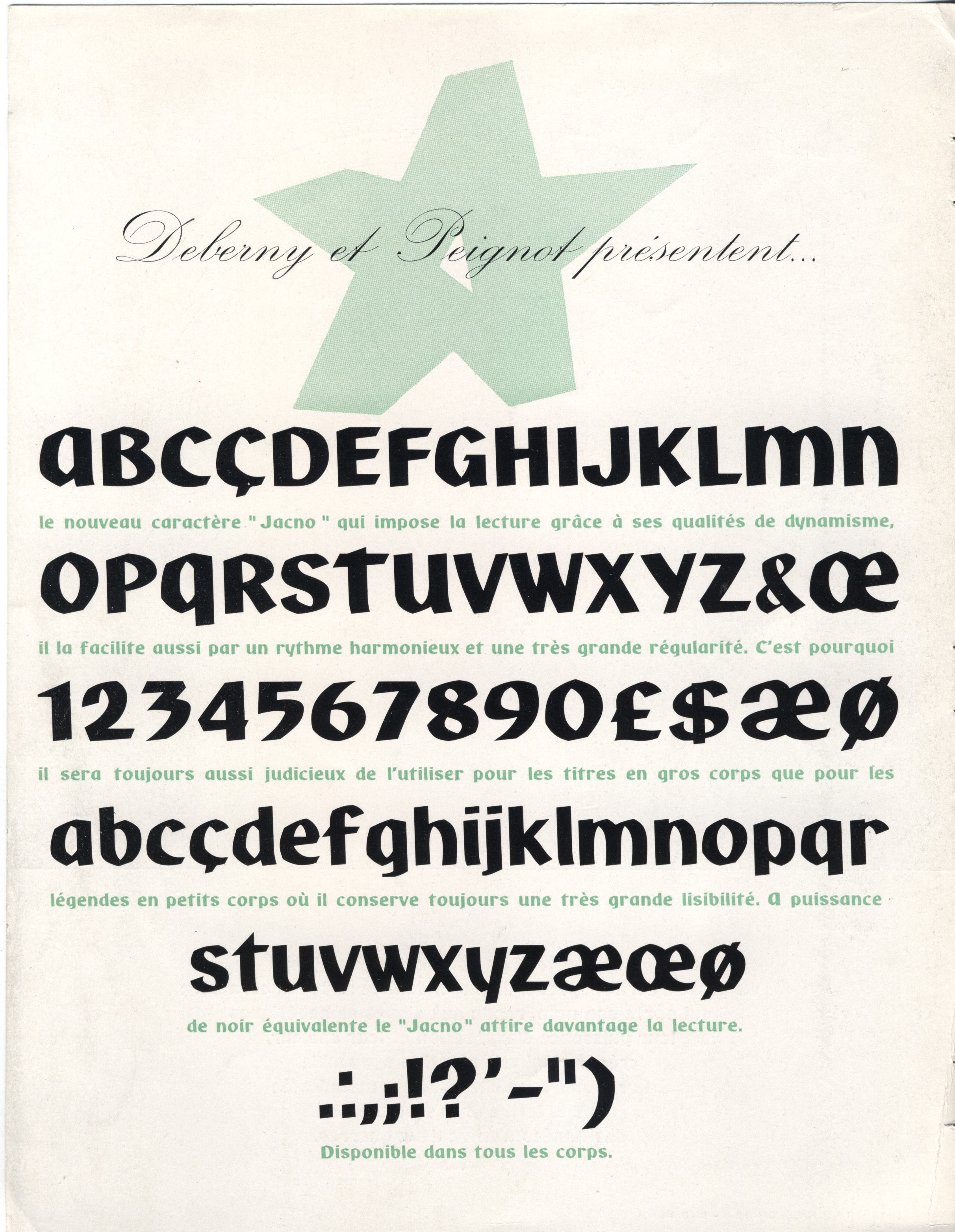
Specimen Jacno

Deberny & Peignot war eine französische Schriftgießerei mit Sitz in Paris. Sie wurde 1923 durch den Zusammenschluss der beiden Firmen G. Peignot & Fils und Debernie & Cie gegründet, Leiter war Henri Menut. Von 1939 bis 1962 war Charles Peignot Generaldirektor.
1924 begann die Zusammenarbeit mit Maximilien Vox, die acht Jahre währte. Durch die Arbeit bei den Verlagen Plon und Horizons de France brachte er Kenntnisse mit, die Peignot beeindruckten. Er gab Vox die Möglichkeit, aus allen der Druckerei zur Verfügung stehenden Papieren und Schriften eine Sammlung zu entwickeln und frische gestalterischer Möglichkeiten zu präsentieren. 1928–2031 erschien Divertissements typographiques, eine fantasievolle Blättersammlung aus Wortspielen, Briefen und weiteren Layouts. Sie wurde als Anregung für Peignots Kunden genutzt. Charles Peignots künstlerische Vorstellungen wurden durch die Exposition internationale des Arts Décoratifs et industriels modernes zu einem Genre. Er trat der Union des Artistes Modernes bei.
Ab 1925 wurden Schriften von Deberny & Peignot in den USA von der Continental Type Founders Association vertrieben. Charles Peignot erwarb 1929 die Rechte an Futura, entworfen von Paul Renner. Als Europe wurde sie von Deberny & Peignot auf den Markt gebracht. Ladislas Mandel arbeitete seit 1954 bei Peignot und machte es sich zur Aufgabe, Ende der 1950er Jahre, als die Lumitype, eine fortschrittliche Fotosetzmaschine für den maschinellen Schriftsatz eingesetzt wurde, die Schriften zu adaptieren. Von 1955 bis 1957 wurde Albert Boton (* 1932) als Mitarbeiter gewonnen.
1972 wurde die Firma liquidiert, die Schriftlizenzen übernahm die Schweizer Haas’sche Schriftgiesserei in Münchenstein. 1989 übernimmt Linotype die Hass'sche Schriftgiesserei.
Adrian Frutiger war von 1952 bis 1960 bei Deberny & Peignot als Schriftgestalter angestellt und entwarf in dieser Zeit die Schriften: Président (1954), Phoebus (1953), Ondine (1954), Méridien (1957), Univers (1957) und Egyptienne (1958).
A. M. Cassandre entwarf für Deberny & Peignot die Schriften: Acier (1930), Acier Noir (1936), Bifur (1929), Peignot (1937) und Touraine (1947).
Weitere, für Deberney & Peignot tätige Schriftentwerfer waren:
- Imre Reiner – Contact (1952), Floride (1939)

- Maximilien Vox – Eclair (1935)

- Marcel Jacno – Film (1934), Jacno (1950), Scribe (1937).[9]

- Ladislas Mandel – Antique Presse 59 (1964)[10]

- Guillermo de Mendoza y Almeida (1895–1944) – Touraine (1943)[11]